# Lützows wilde Jagd
Lützows wilde Jagd ist ein sechsstrophiges Gedicht von Theodor Körner (1791–1813), das während der Befreiungskriege am 24. April 1813 auf dem Schneckenberg in Leipzig entstand und noch im gleichen Jahr in seinem Gedichtband Zwölf freie deutsche Gedichte erschien. Nach Körners Tod wurde das Gedicht 1814 in veränderter Form von Carl Maria von Weber vertont und entwickelte sich zu einem bis heute beliebten Chorlied, das auch unter den Titeln Lützows wilde, verwegene Jagd und Was glänzt dort vom Walde? bekannt ist.

## Originalfassung von 1813
Was glänzt dort vom Walde im Sonnenschein,

Hör’s näher und näher brausen;

Es zieht sich herunter in düsteren Reih’n

Und gellende Hörner, sie schmettern drein,

Und erfüllen die Seele mit Graußen.

Und wenn ihr die schwarzen Gesellen fragt:

Es ist Lützows wilde verwegene Jagd

Was streift dort rasch durch den finstern Wald,

Was jaget von Bergen zu Bergen.

Es legt sich in nächtlichen Hinterhalt,

Das Hurrah jauchzet. Die Büchse knallt.

Es stürzen die fränkischen Schergen.

Und wenn ihr die schwarzen Jäger fragt:

Es ist Lützows wilde verwegene Jagd.

Wo die Reben dort glühen, dort braußt der Rhein,

der … [Wütrich] geborgen sich meinte.

Was naht aber dort im Gewitterschein,

Und stürzt sich mit kräftigem Arm hinein,

Und springet ans Ufer der Feinde?

Und wenn ihr die schwarzen Schwimmer fragt

Es ist Lützows wilde verwegene Jagd.

Was tobt dort im Thale die laute Schlacht,

Was schlagen die Schwerter zusammen!

Die schwarzen Kämpen schlagen die Schlacht

Und der Funke der Freiheit ist glühend erwacht,

Und lodert in blutigen Flammen.

Und wenn ihr die schwarzen Kämpen fragt:

Es ist Lützows wilde verwegene Jagd.

Was scheidet dort röchelnd vom Sonnenlicht,

Unter tausend Feinde gebettet.

Es zuckt der Tod auf dem Angesicht,

Doch die muthigen Herzen erzittern nicht,

Das Vaterland ist ja gerettet!

Und wenn Ihr die schwarzen Gefallenen fragt:

Es ist Lützows wilde verwegene Jagd.

Die wilde Jagd und die deutsche Jagd

auf … [Henkers]blut und Tyrannen.

Drum die Ihr uns liebt, nicht geweint und geklagt!

Das Land ist ja frei und der Morgen tagt,

Wenn wir’s auch erst sterbend gewannen!

Und von Enkeln zu Enkeln sey’s nachgesagt:

Das war Lützows wilde verwegene Jagd.

## Vertonungen
- Carl Maria von Weber, 1814[2]
- Franz Schubert, 1815 (D.205)[3]